# Détecteur de veine infrarouge

Diagramme légendé des artères et des veines du corps humain.

Un détecteur de veine infrarouge est un équipement médical utilisé pour augmenter les chances, pour le personnel du corps médical, de voir les veines de leurs patients. Cet appareil utilise la réflexion de la lumière infrarouge pour former une cartographie des veines. L'imagerie ainsi obtenue est projetée sur un écran ou directement sur la peau du patient.
Cependant, cet outil n'améliore pas forcément les chances de réussite d'insertion de cathéter intraveineux, car la difficulté ne provient pas tant de la localisation de la veine que de la manipulation physique de l'aiguille.
Les infirmiers et autres membres du corps médical peuvent aisément insérer une canule IV (intraveineuse) et autres doses par voie parentérale grâce au détecteur de veine infrarouge.
Luminetx a créé un appareil nommé  VeinViewer en 2006, et  Accuvein a mis sur le marché un produit nommé  Accuvein en 2008, En 2015 aux États-Unis, l'appareil coûte $15,000. La firme  Christie Medical Holdings a quant à elle créé VeinViewer Flex.